# Distretto di Nankang
Il distretto di Nankang (南康区S) è un distretto della Cina, situato nella provincia di Jiangxi e amministrato dalla prefettura di Ganzhou.